# 반야
반야(般若)는 산스크리트어 프라즈냐(प्रज्ञा prajñā) 또는 팔리어 빤냐(paññā)를 가리키는 낱말인데, 뜻에 따라 지혜(智慧)로 번역하고, 간단히 지(智) 또는 혜(慧)라고도 한다. 반야는 제법의 실상, 즉, 모든 유위법의 실제, 즉, 우주 만물의 본성이 괴로움(변하고 무너지는 것) · 무상(일시적인 것) · 무아(실체 없는 것) 즉 공(비어 있는 것, 인연따라 생기는 것)임을 아는 것 또는 보는 것[照見五蘊皆空 = 正見]으로, 나아가 이러한 앎과 봄의 극치[究竟覺 = 正見]에서 모든 번뇌가 소멸되어 열반을 증득함과 동시에 전면적으로 드러나는 진여의 무분별지(無分別智 = 正見)를 뜻한다. 달리 말하면, 반야란 곧 정견이다. 요약하자면, 반야 즉 정견은 길이자 목표이다.

## 개요
지혜 즉 반야는 그 기초 또는 출발이 인과 즉 업과 업의 과보의 법칙 즉 연기법을 아는 것 또는 믿는 것에 있다. 즉, 인과를 무시하거나 부정하는 사견(邪見)이 없는 것이 지혜의 출발이다. 달리 말해, 8정도의 정견의 시작이다. 인과 · 연기법이라고 할 때 불교에서는 특히 고집멸도의 4성제와 무명에서 노사까지의 12연기를 가리킨다. 4성제는 괴로움(고)이라는 결과의 원인이 번뇌(집)이고 괴로움의 소멸 즉 참된 행복 즉 열반(멸)을 증득하게 하는 원인이 성도(聖道) 즉 8정도(도)라고 천명한다. 12연기는 무명 즉 무지라는 번뇌가 5취온의 삶 즉 윤회를 일으키는 궁극의 원인이며, 무지의 소멸 즉 지혜 즉 반야가 윤회를 벗어나게 하는 궁극의 원인이라고 천명한다. 반야는 선한 업 즉 유익한 업을 쌓아  현세와 미래에 마음에 드는 좋은 결과 즉 기뻐할 만한 결과를 가져오는 뿌리 또는 원인인 무탐 · 무진 · 무치의 3선근 중 무치에 해당한다. 그리고 정견을 완전히 갖추는 것, 연기법을 완전히 아는 것, 인과를 완전히 아는 것이 반야의 완성이다. 즉 완전한 깨달음이다.
완전한 깨달음 즉 열반의 증득과 관련하여, 충분한 수행력이 쌓였을 때 무엇을 해야 하는가에 대해《좌선삼매경》에서는 다음과 같이 말하고 있다.
마땅히 열반이라는 최선의 법 가운데 들어가서 머물러야 한다. 정진의 힘으로 깊은 선정에 들어 4념처 중 법념처에서 모든 존재의 실상을 관하건대 모든 것이 괴로움이어서 즐거움이 없으며 괴로움은 애착 등의 여러 가지 번뇌와 업에서 연유한다는 것을 알아 열반으로 들어간다. 그리하여 이 괴로움은 일체가 남김없이 사라진다.
즉, 《반야심경》에서 설하고 있는 바처럼 제법을 관[照]하여 그 모두의 실상이 괴로움 즉 무상 즉 실체 없음 즉 공임을 정견[見]함으로써[照見五蘊皆空], 번뇌가 적멸하여 열반으로 들어가고, 그럼으로써 모든 괴로움이 남김없이 사라진다[度一切苦厄]고 말하고 있다. 정진 · 선정 · 반야바라밀에 의해 열반이 증득된다고 말하고 있다. 반야란 선정에 든 상태에서 제법의 실상이 고 · 무상 · 무아 즉 공임을 아는 것 또는 관하는 것, 즉, 연기를 보는 것이며, 그럼으로써 무지를 비롯한 내부의 번뇌가 소멸되는 것이며, 그리하여 증득되는 열반의 무분별지라고 말하고 있다.
반야 즉 정견은 길이자 목표이다. 인과를 믿는 것에서 출발하여 중도 연기를 보는 것이다. 선법(유익한 법)과 불선법(해로운 법)을 분별하고 식별하고 판단하고 선택하고 지켜나가는  진여의 분별지[依言眞如]에서 시작하여 중도 연기에 대한 깨달음의 극치인  진여의 무분별지[離言眞如]에 이르는 것이다.
불교 경전에서 산스크리트어 프라즈냐 혹은 팔리어 빤냐를 '지혜'라고 번역하지 않고 음역인 '반야'를 사용한 것은 불경의 한역(漢譯) 시 적용했던 원칙인 5종불번(五種不翻: 5가지 번역하지 않는 원칙) 가운데 존중불번(尊重不翻)에 해당되기 때문이다. 즉, 반야를 지혜라 번역하면 그 본래의 뜻은 깊고 심대하나 번역함으로 인해 그 뜻이 얕아지고 가벼워진다고 보았기 때문이다. 하지만, 불교 논서들에서는 흔히 반야를 혜(慧)로 번역하고 있다.
부파불교의 설일체유부의 교학에 따르면, 반야(般若) 즉 혜(慧, prajñā, paññā)는 택법(擇法) 즉 간택(簡擇: 정확히 식별하여 판단함) · 판단작용 · 판단력 또는 식별력으로, 5위 75법의 법체계에서 심소법(心所法)의 대지법(大地法: 마음이 일어날 때면 언제나 항상 함께 일어나는 마음작용들)에 속한다. 대승불교의 유식유가행파의 교학에 따르면, 혜(慧)는 부파불교에서와 마찬가지로 택법 즉 간택 · 판단작용 · 판단력 또는 식별력이지만 5위 100법의 법체계에서 심소법의 별경심소(別境心所: 특정 대상 또는 경계에 대해서만 일어나는 마음작용들)에 속한다. 상좌부 불교의 교학에서는 8정도를 크게 계(戒) · 정(定) · 혜(慧)의 3학(三學)으로 분류하여 보는데, 정견(正見)과 정사유(正思惟)를 혜로 분류한다. 이와 관련하여 《잡아합경》 제13권 제334경〈유인유연유박법경(有因有緣有縛法經)〉에서 고타마 붓다는 정사유(正思惟)의 반대인 부정사유(不正思惟: 바르지 않은 사유, 바르지 않은 생각)가 무명(無明)의 원인이라고 말하고 있다. 한편, 《구사론》 등에 따르면, 지(智) · 견(見) · 명(明) · 각(覺) · 해(解) · 혜(慧) · 광(光) · 관(觀)을 통칭하여 혜의 8가지 다른 이름이라고 한다. 이 때문에 설일체유부의 5위 75법과 유식유가행파와 법상종의 5위 100법의 법체계에서 혜(慧)라는 명칭의 법은 있어도 지(智) · 견(見) · 명(明) · 각(覺) · 해(解) · 광(光) · 관(觀)이라는 명칭의 법은 없는데, 이들의 본질[自性, 自相]이 모두 혜(慧)와 동일하다고 보기 때문이다.
부파불교의 설일체유부에서는 성자의 지혜, 즉 출세간의 지혜, 즉 번뇌를 단멸하는 힘을 가진 무루혜 또는 무루지를 크게 법지(法智)와 유지(類智)의 2가지로 구분한다. 법지는 욕계에 대해 4성제를 체득함으로써 증득되는 무루지이고, 유지는 색계와 무색계에 대해 4성제를 체득함으로써 증득되는 무루지이다. 또한, 무루지 즉 '법지와 유지를 합한 전체'를 4성제의 고 · 집 · 멸 · 도의 각각의 측면에서 보아서 각각 고지(苦智) · 집지(集智) · 멸지(滅智) · 도지(道智)라 한다. 그리고 무루지 즉 '법지와 유지를 합한 전체'를 깊이 또는 완전함의 측면에서 보아서 무학위의 아라한이 색계나 무색계의 선정에서 증득하는 무루지를 진지(盡智)와 무생지(無生智)라 한다.
대승불교에서는 특히 부처가 증득한, 번뇌장과 소지장을 단멸함으로써 드러나는 진여를 깨친 완전한 지혜 또는 진여의 지혜, 즉 부처의 무분별지(無分別智, 산스크리트어: nirvikalpa-jñāna, 니르비칼파 즈냐나)를 가리켜 반야(般若) 또는 마하반야(摩訶般若, 산스크리트어: mahāprajñā) · 대반야(大般若) · 대지(大智)라고도 하며, 보리(菩提, 산스크리트어: bodhi) · 대보리(大菩提) · 대원경지(大圓鏡智, 산스크리트어: ādarśa-jñāna) 또는 구경각(究竟覺)이라고도 한다.
대승불교에서는 진여의 무분별지가 모든 성자가 선정(禪定) 수행을 통해 증득하는, 번뇌로부터 벗어나게 하는 갖가지 무루혜의 근본이라고 본다. 이러한 이유로 대승불교의 각 종파는 진여의 무분별지에 근거하여 자신의 견해를 세운다. 대승불교의 중관학파에서는 반야 또는 마하반야의 입장에서 현상을 관하여 온갖 번뇌를 벗어나게 하는 방편으로서의 선정(禪定) 수행인 팔불중도(八不中道)의 공관(空觀)만을 세운다. 대승불교의 유식유가행파에서는 진여의 무분별지를 본질의 입장에서는 근본지(根本智) 또는 근본무분별지(根本無分別智)라 하고 진여를 완전히 깨칠 때 비로소 드러난다는 증득의 입장에서는 후득지(後得智) 또는 후득무분별지(後得無分別智)라 하며, 가행(加行: 노력, 방편) 즉 선정 수행을 통해 증득하는, 진여의 무분별지의 일부로서의 갖가지 무루혜를 가행지(加行智) 또는 가행무분별지(加行無分別智)라 하며, 가행지는 근본지를 깨쳐 후득지가 드러나게 하는 원인이 된다고 말한다. 《대승기신론》등의 대승불교의 여래장사상 계열에서는 진여의 무분별지 또는 자성청정심(自性清淨心)을 본질의 입장에서 본각(本覺)이라 하고, 증득의 입장에서 범부가 최초로 증득하는 무루혜를 상사각(相似覺)이라고 하고, 성자가 선정 수행 즉 지관(止觀) 수행을 통해 증득하는 중간의 갖가지 무루혜를 수분각(隨分覺)이라 하고, 성자가 근본무명을 끊고 진여를 완전히 깨쳐 본각이 완전히 드러나는 것을 구경각(究竟覺)이라 한다.

## 반야의 뜻이 넓고 깊음
불교에서 말하는 지혜, 반야(般若), 혜(慧) 즉 판단작용은 그 범위가 아주 넓고 그 깊이도 차이가 큰데, 크게 대별하면 나쁜 지혜 또는 그릇된 지혜인 악혜(惡慧)와 선한 지혜 또는 바른 지혜인 선혜(善慧)로 나뉜다. 예를 들어, 8정도의 정견(正見)은 선혜에 속하며 그 반대인 부정견(不正見) 또는 사견(邪見)은 악혜에 속한다.
엄격히 말하자면 악혜 즉 그릇된 판단작용도 여전히 판단작용이므로 지혜라고 할 수 있지만, 일반적으로 불교에서 지혜, 반야 또는 혜라고 할 때는 선혜만을 뜻한다. 이 경우, 즉 선혜로서의 판단작용 즉 식별력(識別力, 영어: power of discernment, discrimination)을 전통적인 불교 용어로는 택법(擇法, 산스크리트어: dharma-pravicaya, 팔리어: dhamma-vicaya, 영어: discrimination of dhammas, discrimination of states)이라고 한다. 즉 모든 법(法)을 살펴서 참된 것[眞]과 거짓된 것[僞], 선한 것[善]과 악한 것[不善]을 판별하여, 참된 것과 선한 것을 취하고 거짓된 것과 악한 것을 버리는 것을 뜻한다. 그리고, 인(忍, 산스크리트어: kṣānti)과 지(智, 산스크리트어: jñāna, 즈냐나)와 견(見, 산스크리트어: dṛṣṭi)은 모두 혜(慧) 즉 택법(擇法)의 일종이다. 이들 중 인(忍)과 지(智)는 거의 반드시 선혜만을 의미하는 용법으로 사용되며, 견(見)은 선혜로서의 경우에는 정견이라 하고, 악혜로서의 경우에는 부정견 또는 사견이라 한다.
다시 선혜는 범부의 지혜인 문혜(聞慧) · 사혜(思慧) · 수혜(修慧)의 3가지 유루혜(有漏慧) 즉 3혜(三慧)와 성인의 지혜인 무루혜(無漏慧)로 나뉜다. 유루혜는 세간의 지혜 즉 세속적인 지혜이고 무루혜는 출세간의 지혜이다. 한편, 혜(慧) 즉 판단작용 중에서도 결택 또는 결단의 능력이 있는 것을 가리켜 특히 지(智, 산스크리트어: jñāna, 즈냐나)라고 하는데, 이 때의 결택 또는 결단은 의심 · 무명 등의 번뇌를 끊어내는 능력을 의미한다. 한편, 지(智) · 견(見) · 명(明) · 각(覺) · 해(解) · 혜(慧) · 광(光) · 관(觀)을 통칭하여 혜의 8가지 다른 이름이라고 한다.
불교에 따르면, 번뇌를 끊어내는 능력은 오직 무루의 지혜 즉 무루지 또는 무루혜만이 가지고 있으며, 유루혜 즉 세속적인 지혜 즉  문혜(聞慧: 들어서 생겨난 지혜) · 사혜(思慧: 스스로 생각하여 생겨난 지혜) · 수혜(修慧: 수행을 통해 생겨난 지혜)의 3혜는 번뇌를 약화시킬 수는 있어도 끊어내지는 못한다. 하지만 이들 3혜는 무루혜를 이끌어내는 또는 증득할 수 있게 하는 방편이 되며, 이 때문에 범부가 반드시 닦아야 하는 지혜이다. 특히, 5계(五戒) · 10선(十善)의 계율을 지키면서 출세간을 지향하여 이들 3혜를 닦으면 반드시 어느 날 무루혜가 현전하게 되며 비로소 진정한 성도(聖道: 성인들의 길, 무루의 길, 출세간의 길, 즉 부처의 지위 즉 완전한 깨달음에 이르는 길)에 들어서게 된다고, 즉 성인만이 가지는 지혜인 무루혜를 완전히 증득해가는 실제적인 단계인 부파불교의 견도위(見道位) 또는 대승불교의 통달위(通達位)의 출발점에 서게 된다고 불교에서는 말하고 있다. 이와 관련된 것으로, 상좌부 불교에서는 8정도를 크게 계(戒) · 정(定) · 혜(慧)의 3학(三學)으로 분류하여 보는데, 정견(正見) · 정사유(正思惟)가 혜에 속하며, 정어(正語) · 정업(正業) · 정명(正命)이 계에 속하며, 정정진(正精進) · 정념(正念) · 정정(正定)이 정에 속한 것으로 분류한다.
대승불교에서는 성인의 지혜인 무루혜 중에서도 가장 궁극의 지혜로서, 부처가 가진 지혜를 가리켜 흔히 반야(般若)라고도 한다. 이러한 뜻에서의 반야는 모든 사물[事]이나 도리[理]를 명확하게 뚫어보는 깊은 통찰력을 말한다. 이러한 뜻에서의 반야는 일반의 세속적인 지혜 또는 주관과 객관의 상(相)을 떠나지 못한 상태 또는 떠나지 않은 상태에서의 지혜인 유분별지(有分別智)가 아니며, 아직 부처의 상태에 이르지 못한 다른 성인들이 증득한 여러 무루혜 또는 무분별지보다도 더 뛰어난, 진여를 바르게 그리고 전면적으로 깨우친 지혜인 부처의 무분별지(無分別智)이다. 무분별지(無分別智)는 주관과 객관의 상(相)을 떠난 평등한 지혜로서, 성인이 가지는 갖가지 무루혜의 근본이 되는 지혜이다.
불교의 교의에 따르면, 진여는 언어나 문자로서는 어떻게 묘사할 수도 분별할 수도 없으므로 주관과 객관이 분리된 분별심의 상태에서는 진여를 알 수가 없으며, 모든 생각과 분별을 떠난 모양[相] 없는 참된 지혜의 상태에서만 진여를 완전히 알 수 있다. 이러한 이유로 진여를 전면적으로 깨우친 지혜, 또는, 진여의 완전한 지혜를 부처의 무분별지(無分別智)라 한다. 이러한 의미에서, 불교에서는 반야를 얻어야만 성불하며 반야를 얻은 이는 곧 부처라고 말한다.
대승불교의 중관학파에서는 단지 반야라는 말로써 부처가 가지는 무분별지를 가리키는데, 이에 비해 대승불교의 유식유가행파에서는 이 무분별지를 특히 보리(菩提), 대보리(大菩提) 또는 대원경지(大圓鏡智)라고 부른다. 유식유가행파의 교학에 따르면 대원경지는 제8아뢰야식에 대해 전의(轉依: 식(識)이 지(智)로 변형되는 질적 전환)를 득할 때 증득되며, 이와 동시에 제7말나식에 대한 전의(轉依)도 완전히 성취되어 모든 존재를 평등하게 보며 대자대비심을 일으키는 무루지인 평등성지(平等性智)도 그 전체가 증득된다. 마찬가지로 이와 동시에 제6의식에 대해 전의가 성취되어 묘관찰지(妙觀察智)가 증득되고, 전5식에 대해 전의가 성취되어 성소작지(成所作智)가 증득된다. 때문에 이들 4가지 지(智)를 불과4지(佛果四智: 성불할 때 증득되는 과보로서의 4가지 지혜)라 하고, 간단히 4지(四智)라고 한다.

## 반야 바라밀
초기 불교에서도 제행무상 · 일체개고 · 제법무아를 반야에 의해서 안다고 주장하지만, 반야는 대승불교에서 특히 중요시되었다. 반야는 대승불교에서는 보살이 수행하는 보시(布施) · 지계(持戒) · 인욕(忍辱) · 정진(精進) · 선정(禪定) · 지혜(智慧)의 6바라밀(六派羅蜜) 중 반야 바라밀(산스크리트어: प्रज्ञापारमिता prajñāpāramitā) 또는 지혜 바라밀로 설법되고 있으며, 나머지 다섯 바라밀을 성립시키는 근거로 여겨져 중요시되고 있다. 역으로, 선정 바라밀은 반야 바라밀이 발현되게 하는 직접적인 수단 또는 원인이다.
또한 반야는 "모든 부처(諸佛)의 어머니(즉, 성불의 원인)"라 불리며, 이러한 교의는 많은 《반야경》을 비롯한 대승경전이나 논서에서 널리 강조되고 있다. 예를 들어, 대승불교의 논서인 《대지도론(大智度論)》에서는 육안(肉眼) · 천안(天眼) · 혜안(慧眼) · 법안(法眼) · 불안(佛眼)의 오안(五眼)을 얻고자 한다면 반야 바라밀을 닦아야 한다는 불교 경전의 진술을 인용해 이를 해설하고 있다.
《인왕경》에서 고타마 붓다는 반야 바라밀을 닦는 것이란 복인(伏忍) · 신인(信忍) · 순인(順忍) · 무생인(無生忍) · 적멸인(寂滅忍)의 5인(五忍)을 수행하는 것이라고 말하고 있다. 5인은 10신 · 10주 · 10행 · 10회향 · 10지 · 등각 · 묘각의 52위의 보살 수행계위에서 최초의 10신을 제외한 나머지 상위의 42위 즉 42현성(四十二賢聖)을 인(忍) 즉 지혜의 측면에서 다음의 5가지 그룹으로 재분류한 것이다. 따라서, 《인왕경》에 따르면 반야 바라밀이란 현성(賢聖), 즉 10신의 계위를 벗어난 수행자, 즉 실제로 불교의 길에 들어선 수행자의 모든 대승불교적 수행과 그 수행의 과보로서 증득된 지혜 등의 모든 공덕을 통칭한다. 그리고 궁극적으로는 이 모든 것을 가능하게 하는 살바야해(薩婆若海) 즉 일체지(一切智) 즉 불지(佛智)를 의미한다.
1. 복인(伏忍): 10주 · 10행 · 10회향의 3현(三賢)
2. 신인(信忍): 10지 가운데 초지 · 제2지 · 제3지
3. 순인(順忍): 10지 가운데 제4지 · 제5지 · 제6지
4. 무생인(無生忍): 10지 가운데 제7지 · 제8지 · 제9지
5. 적멸인(寂滅忍): 10지 가운데 제10지와 등각 · 묘각

## 반야의 다른 이름
불교의 교의에서 반야는 매우 중요한 위치를 차지하고 있기 때문에, 그냥 반야라고만 하지 않고 흔히 마하반야(摩訶般若) · 대반야(大般若) · 대지(大智) · 대지혜(大智慧) 등으로 불린다. 이러한 명칭들은 불교 경전이나 논서의 제목에 흔히 사용되고 있는 것을 볼 수 있는데, 《대반야바라밀다경(大般若波羅蜜多經)》·《마하반야바라밀다심경(摩訶般若波羅蜜多心経)》·《대지도론(大智度論)》 등과 같은 것이 있다. 또한 금강과 같은 수식어를 붙여 금강반야라고도 하는데, 이러한 예로는 구마라집(鳩摩羅什)이 번역한 《금강경》의 원래 명칭인 《금강반야바라밀경(金剛般若波羅蜜經》이 있다. 당나라의 승려 현장은 자신이 번역한 《금강경》의 제목을 《능단금강반야바라밀다경(能斷金剛般若波羅蜜多經)》이라고 하여, 반야, 즉 무분별지혜가 능히 모든 것을 끊어내는[斷滅] 금강(金剛; 다이아몬드)과 같이 근본 무명을 끊어내어[斷滅] 성불을 이루게 한다는 의미를 부각시켰다.
유식유가행파에서는 반야 또는 마하반야 대신에 대보리(大菩提)라는 명칭을 사용한다. 유식유가행파의 소의 논서인 《성유식론》에 따르면, 법공(法空)의 경지에 다다르면 법집(法執)인 소지장(所知障)이 소멸되어 대보리(大菩提: 대지혜 · 완전한 깨달음)가 성취되고 그러면 부처가 된다.
한편, 《열반경》에서는 반야바라밀의 다른 이름으로는 수릉엄삼매(首楞嚴三昧), 금강삼매(金剛三昧), 사자후삼매(獅子吼三昧), 불성(佛性)이 있다고 말하고 있다.
선남자여, 수릉엄삼매(首楞嚴三昧)에 다섯 가지 이름이 있으니, 하나는 수릉엄삼매요, 둘은 반야바라밀(般若波羅蜜)이요 셋은 금강삼매(金剛三昧)요 넷은 사자후삼매(獅子吼三昧)요 다섯은 불성(佛性)이다. 그 짓는 대로 따라서 곳곳 마다 이름을 얻느니라. 《열반경》

## 같이 보기
- 해로운 마음
- 욕계 유익한 마음
- 보리
- 견: 5견 · 세간정견 · 유학정견 · 무학정견
- 10지: 세속지 · 법지 · 유지 · 고지 · 집지 · 멸지 · 도지 · 타심지 · 진지 · 무생지
- 4지: 대원경지 · 평등성지 · 묘관찰지 · 성소작지
- 8식 또는 6식
  - 제8아뢰야식 (뢰야3상)
  - 제7말나식 (4번뇌 · 수념분별)
  - 제6의식 (변계 · 계탁분별 · 수념분별)
  - 전5식 (자성분별)
- 2장: 번뇌장 · 소지장

## 참고 문헌
- 이 문서에는 다음커뮤니케이션(현 카카오)에서 GFDL 또는 CC-SA 라이선스로 배포한 글로벌 세계대백과사전의 내용을 기초로 작성된 글이 포함되어 있습니다.
- 권오민 (2003). 《아비달마불교》. 민족사.
- 구마라습 한역, 번역자 미상 (K.19, T.246). 《불설인왕반야바라밀경》. 한글대장경 검색시스템 - 전자불전연구소 / 동국역경원. K.19(5-1021), T.245(8-825). |title=에 외부 링크가 있음 (도움말)
- 무착 지음, 현장 한역 (K.571, T.1602). 《현양성교론》. 한글대장경 검색시스템 - 전자불전연구소 / 동국역경원. K.571(16-1), T.1602(31-480). |title=에 외부 링크가 있음 (도움말)
- 불공 한역, 번역자 미상 (K.1340, T.245). 《불설인왕반야바라밀경》. 한글대장경 검색시스템 - 전자불전연구소 / 동국역경원. K.1340(37-52), T.246(8-834). |title=에 외부 링크가 있음 (도움말)
- 세친 지음, 현장 한역, 권오민 번역 (K.955, T.1558). 《아비달마구사론》. 한글대장경 검색시스템 - 전자불전연구소 / 동국역경원. K.955(27-453), T.1558(29-1). |title=에 외부 링크가 있음 (도움말)
- 세친 지음, 현장 한역, 송성수 번역 (K.618, T.1612). 《대승오온론》. 한글대장경 검색시스템 - 전자불전연구소 / 동국역경원. K.618(17-637), T.1612(31-848). |title=에 외부 링크가 있음 (도움말)
- 안혜 지음, 지바하라 한역, 조환기 번역 (K.619, T.1613). 《대승광오온론》. 한글대장경 검색시스템 - 전자불전연구소 / 동국역경원. K.619(17-641), T.1613(31-850). |title=에 외부 링크가 있음 (도움말)
- 운허.  동국역경원 편집, 편집. 《불교 사전》. |title=에 외부 링크가 있음 (도움말)
- 호법 등 지음, 현장 한역, 김묘주 번역 (K.614, T.1585). 《성유식론》. 한글대장경 검색시스템 - 전자불전연구소 / 동국역경원. K.614(17-510), T.1585(31-1). |title=에 외부 링크가 있음 (도움말)
- 황욱 (1999). 《무착[Asaṅga]의 유식학설 연구》. 동국대학원 불교학과 박사학위논문.
- (영어) Bodhi, Bhikkhu (trans.) (2000). 《The Connected Discourses of the Buddha: A Translation of the Samyutta Nikaya》. Boston: Wisdom Publications. ISBN 0-86171-331-1.
- (영어) Gethin, R.M.L. (1992). 《The Buddhist Path to Awakening: A Study of the Bodhi-Pakkhiyā Dhammā》. Leiden: E.J. Brill. ISBN 90-04-09442-3.
- 불공 한역, 번역자 미상 (K.1340, T.245). 《불설인왕반야바라밀경》. 한글대장경 검색시스템 - 전자불전연구소 / 동국역경원. K.1340(37-52), T.246(8-834). |title=에 외부 링크가 있음 (도움말)
- (중국어) 무착 조, 현장 한역 (T.1602). 《현양성교론(顯揚聖教論)》. 대정신수대장경. T31, No. 1602, CBETA. |title=에 외부 링크가 있음 (도움말)
- (중국어) 불공 한역 (T.246). 《인왕호국반야바라밀다경(仁王護國般若波羅蜜多經)》. 대정신수대장경. T8, No. 246, CBETA. |title=에 외부 링크가 있음 (도움말)
- (중국어) 星雲. 《佛光大辭典(불광대사전)》 3판. |title=에 외부 링크가 있음 (도움말)
- (중국어) 세친 조, 현장 한역 (T.1558). 《아비달마구사론(阿毘達磨俱舍論)》. 대정신수대장경. T29, No. 1558, CBETA. |title=에 외부 링크가 있음 (도움말)
- (중국어) 세친 조, 현장 한역 (T.1612). 《대승오온론(大乘五蘊論)》. 대정신수대장경. T31, No. 1612, CBETA. |title=에 외부 링크가 있음 (도움말)
- (중국어) 안혜 조, 지바하라 한역 (T.1613). 《대승광오온론(大乘廣五蘊論)》. 대정신수대장경. T31, No. 1613, CBETA. |title=에 외부 링크가 있음 (도움말)
- (중국어) 호법 등 지음, 현장 한역 (T.1585). 《성유식론(成唯識論)》. 대정신수대장경. T31, No. 1585, CBETA. |title=에 외부 링크가 있음 (도움말)

## 주해
1. ↑  성불에 이르게 하는 지혜, 또는, 성불에 이르렀을 때 성취하는 지혜를 지칭함에 있어, 유식유가행파에서 반야 또는 마하반야라는 낱말을 사용하지 않고 보리 또는 대보리라는 낱말을 사용한 이유는 유식유가행파와 더불어 인도 대승불교의 2대조류를 이루고 있었던 중관파에서 반야 또는 마하반야라는 낱말을 주로 사용하였기 때문이라고 추측된다.